# Adelencyrtus simmondsi
Adelencyrtus simmondsi is een vliesvleugelig insect uit de familie Encyrtidae. De wetenschappelijke naam is voor het eerst geldig gepubliceerd in 1947 door Compere.